# Johan Burk
Johan Frederik Karel Hendrik Jacob Burk  (Amsterdam, 11 de maig de 1887 – ?) va ser un remer neerlandès que va competir a començaments del segle xx.
El 1908 va prendre part en els Jocs Olímpics de Londres, on guanyà la medalla de bronze en la prova del quatre sense timoner del programa de rem.
Posteriorment es traslladà a Sud-àfrica per treballar en la construcció del ferrocarril, però al cap de poc emigrà als Estats Units. Durant la Primera Guerra Mundial lluità en l'Exèrcit dels Estats Units i en tornar als Estats Units treballà com a oficinista.